# Keslie Ann Tomlinson
Keslie Ann Tomlinson (* 27. Juli 1981 in Akron) ist eine US-amerikanische Skeletonfahrerin.
Keslie Ann Tomlinson lebt in Potomac Falls und studierte an der Denison University, wo sie ihren B.A. in Sportmanagement machte, und an der Northwestern University, wo sie ihren Master folgen ließ. Sie wird von Orvie Garrett trainiert. Sie betreibt Skeleton seit 2003 und gehört seit 2004 zum Nationalkader der USA. In der Saison 2004/05 debütierte sie im Skeleton-America’s-Cup. Ihr erstes Rennen bestritt sie in Calgary, wo sie Siebte wurde. In allen sechs Rennen der Serie kam sie unter die besten Zehn. In der Saison darauf trat sie im Skeleton-Europacup an und erreichte als bestes Ergebnis vierte Plätze in Igls und am Königssee. Die Qualifikation zu den Olympischen Winterspielen 2006 verpasste Tomlinson. In der Saison 2006/07 fuhr die US-Amerikanerin sowohl im America’s Cup (Zweite in Lake Placid) als auch im Europacup (Vierte in Cesana Pariol). Bei den US-Meisterschaften wurde sie Sechste. 2007/08 qualifizierte sich Tomlinson für den neu geschaffenen Skeleton-Intercontinentalcup. Hier fuhr sie alle sechs Rennen und belegte in der Gesamtwertung den sechsten Rang. Daneben fuhr sie noch in mehreren Rennen des Europa- und des America’s Cup und erreichte dabei unter anderem einen zweiten Platz in Calgary. Sie gewann 2008 erstmals den Titel bei den US-Meisterschaften und gab im Februar des Jahres in Winterberg als Elftplatzierte ihr Debüt im Skeleton-Weltcup.